# Камерана
Камерана (итал. Camerana) је насеље у Италији у округу Кунео, региону Пијемонт.
Према процени из 2011. у насељу је живело 723 становника. Насеље се налази на надморској висини од 507 м.

## Становништво
| 1936. | 1951. | 1961. | 1971. | 1981. | 1991. | 2001. | 2011. |
| ----- | ----- | ----- | ----- | ----- | ----- | ----- | ----- |
| 1.651 | 1.476 | 1.234 | 1.049 | 907   | 772   | 723   | 655   |